# Open de Moldavie
L’Open de Moldavie est une compétition de taekwondo organisée annuellement par la Fédération moldave de taekwondo. Ce tournoi est un événement majeur dans le calendrier mondial du fait de son label « WTF-G1 ».

## Palmarès hommes
| WTF-G1 | WTF-G1           | WTF-G1             | WTF-G1          | WTF-G1             | WTF-G1            | WTF-G1          | WTF-G1        | WTF-G1       |
| Année  | -54 kg           | -58 kg             | -63 kg          | -68 kg             | -74 kg            | -80 kg          | -87 kg        | +87 kg       |
| ------ | ---------------- | ------------------ | --------------- | ------------------ | ----------------- | --------------- | ------------- | ------------ |
| 2017   | Vito Dell'Aquila | Mourad Laachraoui  | Nikola Vučković | Arman Irgaliev     | Christian McNeish | Ivan Karajlovic | Andrei Garbar | Mahama Cho   |
| 2015   | Stepan Dimitrov  | Vadim Dimitrov     | Jaouad Achab    | Eduardo Longobardi | Ilkin Shahbazov   | Yunus Sarı      | Radik Isaev   | Ali Sari     |
| 2014   | Stepan Dimitrov  | Renat Tukhvatullin | Andrei Rotaru   | Raihau Chin        | Torann Maizeroi   | Sergiy Chayka   | Mbar Ndiaye   | Vedran Golec |

## Palmarès femmes
| WTF-G1 | WTF-G1            | WTF-G1              | WTF-G1            | WTF-G1             | WTF-G1          | WTF-G1                   | WTF-G1            | WTF-G1         |
| Année  | -46 kg            | -49 kg              | -53 kg            | -57 kg             | -62 kg          | -67 kg                   | -73 kg            | +73 kg         |
| ------ | ----------------- | ------------------- | ----------------- | ------------------ | --------------- | ------------------------ | ----------------- | -------------- |
| 2017   | Michal Zrihen     | Victoria Stambaugh  | Edina Kotsis      | Tuğba Ayva         | Marija Stetic   | Rebeka Füredi            | Franka Anić       | Nuša Vujinović |
| 2015   | Kyriaki Kouttouki | Alexandra Lychagina | Fatma Sarıdoğan   | Hatice Kübra İlgün | İrem Yaman      | Farida Azizova           | Petra Matijasevic | Nafia Kuş      |
| 2014   | Maria Lupascu     | Sarah Malykke       | Sedanur Yumrucali | Kristina Khafizova | Darya Yakovleva | Tetiana Tetereviatnykova | Yaprak Eriş       | Non disputé    |